# أبو بكر بانغورا (لاعب كرة قدم)
أبو بكر بانغورا (بالفرنسية: Aboubacar Bangoura)‏ هو لاعب كرة قدم غيني في مركز حراسة المرمى، ولد في 1982 في كوناكري في غينيا. شارك مع منتخب غينيا لكرة القدم.

## وصلات خارجية
- أبو بكر بانغورا على موقع الاتحاد الدولي (مؤرشف)  (الإنجليزية)
- أبو بكر بانغورا على موقع إي إس بي إن إف سي (الإنجليزية)
- أبو بكر بانغورا على موقع قاعدة بيانات كرة القدم.إي يو (الإنجليزية)
- أبو بكر بانغورا على موقع قاعدة بيانات كرة القدم.إي يو (الإنجليزية)
- أبو بكر بانغورا على موقع ناشيونال فوتبول تيمز (الإنجليزية)